# Leszek Soczewica
Leszek Wincenty Soczewica (ur. 6 marca 1960 w Pionkach) – polski wojskowy, generał dywizji, Szef Zarządu w Sztabie Generalnym Wojska Polskiego, w latach 2014–2015 podsekretarz stanu w Ministerstwie Spraw Zagranicznych, w latach 2015–2018 ambasador RP na Słowacji.

## Życiorys
Dorastał w Pionkach. Jest absolwentem Wydziału Cybernetyki Wojskowej Akademii Technicznej, Szkoły Podyplomowej Sił Morskich USA w Monterrey oraz Akademii Obrony NATO w Rzymie.
Służbę odbywał m.in. w Wojskowym Instytucie Informatyki, Oddziale Wojskowych Spraw Zagranicznych Sztabu Generalnego WP oraz w Departamencie Wojskowych Spraw Zagranicznych Ministerstwa Obrony Narodowej.
Służbę wojskową rozpoczął w 1985 jako inżynier w 1 Brygadzie OPK. Od 1986 do 1991 był oficerem Oddziału Wojskowych Spraw Zagranicznych SG WP, a w latach 1992–1994 – st. oficerem Oddziału Wojskowych Placówek Dyplomatycznych Biura Ataszatów Wojskowych. W 1995 był starszym specjalistą w Departamencie Wojskowych Spraw Zagranicznych (DWSZ) MON, następnie od 1996 do 1995 – szefem oddziału w DWSZ. Od 1999 do 2002 był attaché obrony wojskowym, morskim i lotniczym przy Ambasadzie RP w Lizbonie, jednocześnie zajmując stanowisko polskiego oficera łącznikowego w Dowództwie Regionalnym NATO SOUTHLANT. Od 2003 był na stanowisku zastępcy dyrektora Departamentu Wojskowych Spraw Zagranicznych MON, następnie został przeniesiony do Sztabu Generalnego WP. Objął stanowisko szefa Zarządu Strategicznego w Generalnym Zarządzie Planowania Strategicznego. Od 2006 był dyrektorem Sekretariatu MON. Od 2007 do 2011 był attaché obrony wojskowym, morskim i lotniczym przy Ambasadzie RP w Waszyngtonie. Od 1 marca 2012 do lipca 2014 był szefem Zarządu Analiz Wywiadowczych i Rozpoznawczych Sztabu Generalnego WP.
29 lipca 2014 został podsekretarzem stanu w Ministerstwie Spraw Zagranicznych. Zajmował to stanowisko do listopada 2015.
Latem 2015 powołany na stanowisko ambasadora nadzwyczajnego i pełnomocnego RP na Słowacji. Urzędowanie zakończył 30 czerwca 2018.

## Awanse generalskie
- generał dywizji – 1 sierpnia 2013[7]
- generał brygady – 3 maja 2006[8]

## Odznaczenia
- Złoty Krzyż Zasługi (2009)[9]
- Brązowy Krzyż Zasługi (1997)[10]
- Honorowy obywatel Pionek[1]
- Medal Prezydenta Republiki Słowackiej (2018)[11]